# Ernst Weiss (Boxer)
Ernst Weiss (* 5. März 1912 in Wien; † 29. April 1997 ebenda) war ein österreichischer Profiboxer und Europameister im Fliegen-, Bantam- und Federgewicht. Er gilt als der erfolgreichste österreichische Boxer des 20. Jahrhunderts.

## Fliegengewicht
Ernst Weiss startete seine Profikarriere im Fliegengewicht und gewann seinen ersten Profikampf am 28. Juli 1933 nach Punkten gegen seinen Landsmann Franz „Joe Albert“ Voditschka. Seinen ersten Titel erreichte er am 16. Januar 1934, als er mit einem Punktesieg über Max Kuschner Österreichischer Meister wurde.
Am 11. August 1936 besiegte er überraschend den ehemaligen Weltmeister Victor „Young“ Peréz, der bis dahin lediglich 20 Niederlagen in 124 Kämpfen hinnehmen musste. Am 5. Oktober gewann er gegen den Spanier Fortunato Ortega nach Punkten und wurde dadurch Europameister.
Nach einem darauf folgenden Punktesieg über den italienischen Meister Enrico Urbinati boxte Weiss am 12. Dezember 1936 im Pariser Palais des Sports um den Weltmeistertitel gegen den Franzosen Valentin Angelmann, verlor jedoch nach Punkten und damit auch seinen Europameistertitel.
Er ist bis heute der einzige österreichische Berufsboxer, dem es gelungen ist, einen Europameistertitel der Berufsboxer außerhalb des eigenen Landes zu gewinnen.

## Bantamgewicht
Inzwischen in der nächsthöheren Gewichtsklasse, dem Bantamgewicht, kämpfend, konnte er auch hier Österreichischer Meister werden, als er am 17. September 1937 erneut gegen Franz Voditschka gewann.
Nach dem „Anschluss“ Österreichs an das Deutsche Reich im März 193, gewann er gegen seine Herausforderer (Schäffer und Offermanns) auch den Titel eines Deutschen Meisters im Bantamgewicht.
Am 11. August 1939 wurde Ernst Weiss erneut Europameister, diesmal im Bantamgewicht, als er gegen den Rumänen Aurel Toma in der Berliner Deutschlandhalle „formell“ durch K. o. in Runde 12 gewann: Die Bedeutung seines Sieges über den international gefürchteten Rumänen, der im selben Jahr seinerseits den damaligen Weltmeister Benny Lynch aus Großbritannien zum ersten Mal durch K. o. besiegt hatte, wurde dadurch unterstrichen, dass Aurel Toma nach dem Gong zur 13. Runde nicht mehr in der Lage war, sich von seinem Stockerl zu erheben und den aussichtslosen Kampf aufgeben musste.
Seinen Bantamgewichts-EM-Titel verlor Ernst Weiss am 25. November 1939 jedoch nach einer Punkteniederlage an den Italiener Gino Bondavalli.

## Federgewicht
Am 25. Mai 1940 konnte Ernst Weiss auch im Federgewicht Deutscher Meister werden, als er Karl Beck in Leipzig nach Punkten besiegte.
Am 30. Mai 1941 sicherte sich Ernst Weiss mit einem Punktesieg über den Rumänen Lucien Popescu auch den Europameistertitel im Federgewicht. Beim ersten Verteidigungskampf am 2. Juli musste er diesen jedoch nach einer Punkteniederlage an den Italiener Gino Bondavalli abgeben.
Nach dieser Niederlage wurde Ernst Weiss 1942 zur Wehrmacht einberufen. Er erlitt im Russlandfeldzug einen Lungenschuss und hatte das Glück, den Krieg zu überleben.
Tatsächlich bestritt er noch in den Jahren 1945 und 1946 Wettkämpfe in Frankreich. Doch Weiss hatte seinen Kulminationspunkt überschritten: Sein letzter Kampf am 17. Mai 1946 endete gegen den Franzosen Gaston Maton in Wien mit einem glücklichen Unentschieden.

## Nach dem Boxen
Kaum den aktiven Boxsport abgeschlossen, gründete Ernst Weiss einen erfolgreichen Profibox-„Stall“ mit den ausgezeichneten Boxern Kurt Ibl, Ernst Walter, Karl Marchart und Otto Nesladek, der in den Nachkriegsjahren 1946 bis 1948 für ausverkaufte Ränge in der damaligen Wiener Eislauf-Verein-Anlage sorgte.
Bald kristallisierte sich jedoch mit dem jungen Josef Weidinger ein Schwergewichtstalent heraus, das Ernst Weiss sorgfältig aufbaute: Bis auf eine Niederlage im Brüsseler Schwergewichtsturnier von 1951 (gegen den US-Amerikaner Aaron Wilson) blieb er ungeschlagen. 1953 erboxte Weidinger im Wiener Praterstadion vor über 35.000 Zuschauern den Europameistertitel im Schwergewicht – allerdings unter seinem neuen französischen Manager Charles Raymond.
Ernst Weiss hatte sich zwischenzeitlich anderweitig bemüht und erhielt vom Präsidenten des Bulgarischen Boxverbandes, dem General Stojtchew, nach dreimonatiger „Probezeit“, in der er mit massiver staatlicher Unterstützung und in öffentlichen „Schautrainings“ in der Hauptstadt Sofia und in Varna am Schwarzen Meer hunderte junge Bulgaren für den (im „sozialistischen“ Bulgarien natürlich nur Amateur-) Boxsport begeisterte, einen Fünf-Jahres-Vertrag.
Ernst Weiss wurde am Hernalser Friedhof in Wien bestattet.

## Sonstiges
Sein Sohn Peter Weiss wurde ebenfalls Boxer, sechsfacher (Amateur-)Staatsmeister und zweifacher Olympiateilnehmer (1960 und 1964). Später wurde dieser ebenfalls Boxtrainer.